# Drei Mann im Bett
Drei Mann im Bett ist eine deutsche Fernsehserie. Sie stellt eine Adaption der englischen Comedyserie Only when I laugh aus dem Jahr 1979 dar, in der Peter Bowles, James Bowlam und Christopher Strauli die Hauptrollen gespielt hatten. Die deutsche TV-Premiere der ersten Folge von Drei Mann im Bett erfolgte am 15. März 1994 in der ARD.

## Handlung
Nahezu ausschließlicher Handlungsort der Serie ist ein Krankenhaus, in dem ein Dreibettzimmer von drei Patienten belegt ist, die unterschiedlicher kaum sein könnten: der hypochondrische Schönling Kalle (Karsten Speck), der griesgrämige Taxifahrer Gisbert (Jochen Busse) sowie das tollpatschige Muttersöhnchen Norbert (René Heinersdorff). Der Stationsarzt, der sie in der ersten Staffel hauptsächlich betreut, ist der überhebliche Chefarzt Dr. Fux (Hans-Peter Korff), der vom durchgehend überforderten Stationspfleger Garry (Sunga Weineck) unterstützt wird Der letztgenannten Figur widmete die ARD zwischen den beiden Staffeln der Serie das Special Garry erzählt: Das Beste aus 1994, in dem die Figur die schönsten Szenen der ersten Staffel aus seiner subjektiven Wahrnehmung vorstellt. In der zweiten Staffel wird die Figur des Dr. Fux durch den neuen Chefarzt Professor Meulemann (Gerd Baltus) ersetzt.

## Besetzung
| Darsteller        | Rolle           |
| ----------------- | --------------- |
| Jochen Busse      | Gisbert         |
| René Heinersdorff | Norbert         |
| Karsten Speck     | Kalle           |
| Hans-Peter Korff  | Dr. Fux         |
| Sunga Weineck     | Garry Schmitz   |
| Gerd Baltus       | Prof. Meulemann |

## Episodenliste
Staffel 1 (Frühjahr 1994)
| Nr. (ges.) | Nr. (St.) | Titel              | Erstausstrahlung |
| ---------- | --------- | ------------------ | ---------------- |
| 1          | 1         | Bett mit Aussicht  | 15. März 1994    |
| 2          | 2         | Harte Bandagen     | 22. März 1994    |
| 3          | 3         | Besuch             | 29. März 1994    |
| 4          | 4         | Blauer Dunst       | 5. Apr. 1994     |
| 5          | 5         | Nur keine Umstände | 12. Apr. 1994    |
| 6          | 6         | Tagebuch           | 19. Apr. 1994    |
| 7          | 7         | Kneipendiagnosen   | 26. Apr. 1994    |
| 8          | 8         | Der letzte Tango   | 3. Mai 1994      |
| 9          | 9         | Das Testament      | 10. Mai 1994     |
| 10         | 10        | In der Klemme      | 17. Mai 1994     |
| 11         | 11        | Achtung Aufnahme   | 24. Mai 1994     |
| 12         | 12        | Old Zitterhand     | 31. Mai 1994     |

Staffel 2 (Sommer 1995)
| Nr. (ges.) | Nr. (St.) | Titel               | Erstausstrahlung |
| ---------- | --------- | ------------------- | ---------------- |
| 13         | 1         | Ab in den Südflügel | 27. Juni 1995    |
| 14         | 2         | Blutsbrüder         | 4. Juli 1995     |
| 15         | 3         | Alles Aberglaube    | 11. Juli 1995    |
| 16         | 4         | Der Unfall          | 18. Juli 1994    |
| 17         | 5         | Fluchthilfe         | 1. Aug. 1995     |
| 18         | 6         | Kummerkasten        | 8. Aug. 1995     |
| 19         | 7         | Heiratsabsichten    | 15. Aug. 1995    |
| 20         | 8         | Vatertag            | 29. Aug. 1995    |
| 21         | 9         | Entlassen           | 5. Sep. 1995     |